# Martin Richards
Martin Richards es un programador informático y teórico de la informática británico. 

## Creaciones
Es conocido por haber desarrollado el lenguaje informático BCPL, lo que supuso el más temprano desarrollo de un lenguaje importante para el software portátil y es el antecesor del hoy ampliamente extendido lenguaje C.
Richards estudió matemáticas en la Universidad de Cambridge, realizando su tesis doctoral sobre el diseño y desarrollo de un lenguaje. Es profesor en la Universidad de Cambridge.
Además del lenguaje BCPL, ha desarrollado el sistema operativo TRYPOS, para ordenadores portátiles.
El reconocimiento por sus aportes le llegó con el premio de la sociedad IEEE como pionero informático en 2003.